# Aloe alfredii
Aloe alfredii är en grästrädsväxtart som beskrevs av Werner Rauh. Aloe alfredii ingår i släktet Aloe och familjen grästrädsväxter.
Artens utbredningsområde är Madagaskar. Inga underarter finns listade i Catalogue of Life.